# Bullenkuhlen
Bullenkuhlen is een gemeente in de Duitse deelstaat Sleeswijk-Holstein. De gemeente maakt deel uit van de Kreis Pinneberg.
Bullenkuhlen telt 380 inwoners.
Appen ·
Barmstedt ·
Bevern ·
Bilsen ·
Bokel ·
Bokholt-Hanredder ·
Bönningstedt ·
Borstel-Hohenraden ·
Brande-Hörnerkirchen ·
Bullenkuhlen ·
Ellerbek ·
Ellerhoop ·
Elmshorn ·
Groß Nordende ·
Groß Offenseth-Aspern ·
Halstenbek ·
Haselau ·
Haseldorf ·
Hasloh ·
Heede ·
Heidgraben ·
Heist ·
Helgoland ·
Hemdingen ·
Hetlingen ·
Holm ·
Klein Nordende ·
Klein Offenseth-Sparrieshoop ·
Kölln-Reisiek ·
Kummerfeld ·
Langeln ·
Lutzhorn ·
Moorrege ·
Neuendeich ·
Osterhorn ·
Pinneberg ·
Prisdorf ·
Quickborn ·
Raa-Besenbek ·
Rellingen ·
Schenefeld ·
Seester ·
Seestermühe ·
Seeth-Ekholt ·
Tangstedt ·
Tornesch ·
Uetersen ·
Wedel ·
Westerhorn